# Пустошенский могильник
Пустошенский могильник — захоронения предположительно XI века, расположенные на окраине села Пустоша в Шатурском муниципальном районе Московской области.

## История открытия
В 1923 году крестьянин села Пустоши — С. Ф. Алексеев при рытье ямы под картофель вскрыл древнее погребение, которое находилось, по его словам, на глубине около 0,6 метров и состояло из костяка и при нём бронзовых или медных вещей: шейных гривен (14), височных колец (5), ручных браслетов (6), малых спиральных колец, нарукавных нашивок и разнообразных подвесок (3). Летом 1924 года место находки было обследовано археологом А. И. Ивановым. Найденные крестьянином вещи были перевезены в Исторический музей города Владимира. При опросе крестьян выяснилось, что подобные находки случались ранее. Найденные вещи передавались в Исторический музей города Владимира.

## Раскопки
Раскопки произведены А. И. Ивановым совместно с археологом Ф. Я. Селезнёвым в конце сентября 1924 года. Могильник расположен на северо-восточной окраине села Пустоши, на трех последних крестьянских усадьбах, позади надворных построек. Территория могильника распахана под картофель. Площадь, занимаемая могильником, равняется приблизительно 375 квадратным метрам. На вскрытой площади обнаружено 25 людских погребений (из которых два – трупосожжения, совершенные на стороне, остальные – трупоположения). Глубина могил колебалась в пределах 0,4—0,7 м. Предметный инвентарь могильника оказался довольно бедным. За исключением нескольких кусков шерстяной ткани и кожи, 3 черепков глиняной посуды, остатков железного ножа и нескольких раковин каури, он весь слагался из бронзовых женских украшений. Какие-либо предметы вооружения отсутствуют. По предположению археологов, несколько богатых инвентарём погребений были разрушены и расхищены ранее. На это указывают рассказы местных жителей о прежних находках и следы многочисленных старых картофельных ям, обнаруженных на месте могильника раскопками.
Покойники в могильнике положены на спину, вытянуто, с направлением головой преимущественно к юго-западу и северо-западу. Славянский обычай положения головой на 3 здесь встретился только 2 раза из 25 случаев.

## Выводы
Добытый раскопками материал, довольно бедный по количеству и чрезвычайно однообразный по качеству, не даёт возможности восстановить полную картину жизни и культуры народности, оставившей Пустошинский могильник. Инвентарь могильника позволяет предположить, что могильник не имеет отношения к славянам. Присутствие височных колец и горшечных черепков с славянской орнаментикой указывает лишь на случайное и самое раннее соприкосновение со славянской культурой. Среди вещественных находок не оказаось ни одного из известных нам видов оружия, употреблявшихся в ту эпоху соседними финскими племенами.
А. И. Иванов высказал предположение, что по характеру и составу своего инвентаря Пустошенский могильник принадлежит к тому типу погребений, который вероятно знаменует особую культуру. Характерными признаками этой культуры А. И. Иванов считал: присутствие пластинчатых шейных гривен с цилиндрическими привесками, пластинчатых луновидных серёг с такими же привесками, витых из проволоки шейных гривен с конусообразными шипами на концах, большого количества раковин каури и довольно грубых, но оригинальных имитаций из проволоки различных курганных находок, как то: шейных гривен и браслет с завязанными концами, ажурных подвесок и типичных на цепочках привесок в виде цилиндриков и ромбов. Все описанного типа вещи согласно приписываются финскому или во всяком случае инородческому племени, предшествовавшему славянской колонизации края.
Авторы научных публикаций конца XX века склонны относить Пустошенский, Левинский и Заколпский могильники славянизированной мещере. Границы распространения культуры мещеры при малом числе известных памятников определить трудно.